# Hernádi György
Hernádi György, 1946-ig Hercz (Székesfehérvár, 1899. július 17. – Budapest, 1958. november 20.) magyar költő, író, újságíró, lapszerkesztő, műfordító.

## Élete
Jómódú zsidó értelmiségi családból származott. Hercz Oszkár (1864–1929) törvényszéki orvos és Fischer Erzsébet (1879–1944) fia. Édesanyja és húga a holokauszt áldozatai. Apai nagyapja Hercz Adolf várpalotai orvos volt. Dédapja Hercz Illés honvédként részt vett az 1848–1849-es forradalom és szabadságharcban.
1917-ben a székesfehérvári főreálgimnáziumban érettségizett, majd bevonult katonának és a fronton teljesített szolgálatot. Az őszirózsás forradalom alatt Székesfehérvár városparancsnokává választották. 1918-tól tagja volt a Kommunisták Magyarországi Pártjának. 1919 márciusa és júliusa között a Fejérmegyei Népszavát szerkesztette Dunai Ödönnel, majd az Eszme című társadalmi és szépirodalmi folyóiratot Tóth Aladárral és Várkonyi Nagy Bélával. A folyóirat mindössze három számot élt meg. 
Első versei Kassák Lajos jóvoltából a Ma című folyóiratban jelentek meg. 1919 végén, a proletárdiktatúra bukását követően menekülnie kellett. Rövid időre Pozsonyba ment, ahonnan Berlinbe költözött. Első kötete Berlinben jelent meg, melyet Kassák Lajos illusztrált fametszeteivel. 1922-ben Bécsbe települt, ahol befejezte egyetemi tanulmányait és bölcsészdoktori oklevelet szerzett. 1929 végétől egy éven át Párizsban lakott.
1934-ben tért vissza Magyarországra, részt vett a hazai munkásmozgalom munkájában. Az illegális KMP tagjaként kommunista lapokat szerkesztett, illetve irodalommal foglalkozott. Bekapcsolódott a Kassák körül kialakult Munka-kör tevékenységébe. Aktivista költeményeket, majd expresszionista szabadverseket és néhány színművet is írt, témáját gyakran vette a Bibliából, a Teremtés könyvéből és az evangéliumokból. 1934-től különböző álneveken műfordításokat jelentetett meg. Több alkalommal letartóztatták és rendőri felügyelet alá helyezték. 
1944-ben a dachaui koncentrációs táborba deportálták, s csak 1945 szeptemberében tért haza. Az 1950-es évekre kiszorult az irodalmi közéletből és csak gazdasági dolgozatokat közölhetett. Kereskedelmi lapoknál dolgozott, és kisebb megszakítással haláláig az Újítók Lapja szerkesztője, felelős szerkesztője volt. Halálát követően több válogatás is megjelent verseiből és elbeszéléseiből.
A budapesti Farkasréti temetőben nyugszik.

## Családja
Házastársa Dénes Magda volt, Dénes Izidor műépítész és Szabolcsi Erzsébet leánya, akivel 1944-ben Budapesten, a Terézvárosban kötött házasságot. Gyermekei: Hernádi Katalin (1946), Hernádi János (1951).

## Főbb művei
- Versek (Fiatalok könyvei. 1. kiadás: Berlin, 1921; Kassák Lajos színes metszeteivel. 2. kiadás: Wien, 1922)
- Ecce Homo. Hercz György versei. Versek. Kassák Lajos színes metszeteivel és tipografizálásával (Az Írók Könyvkiadó Vállalata kiadványai. Wien, 1923)
- Idegenből – idegenbe. Versek (Budapest, 1936)
- A költészetről. Ars poetica. – Európai költők antológiája. Szerk. Faludy György (Munka folyóirat, 1938)
- Számadás. Versek. A három képet Fenyves Sándor rajzolta (Budapest, 1941)
- Az utolsó álom. Dráma (A mi könyvünk. Budapest, 1941)
- Júdás. Egy élharcos tragédiája. Színmű 5 felvonásban (Budapest, 1943)
- Kassák Lajos versei. – Lukács György: Goethe és kora (Szocializmus, 1946)
- Akik élve maradtak. Versek. Hernádi György néven. Az előszót Kassák Lajos írta (Budapest, 1947)
- Áruleosztás a tervgazdaságban (Gazdaság, 1948)
- Újítások könyve. Találmányok és újítások. Hernády György néven. A III. Országos Újító Kiállításon bemutatott újítások és találmányok. Összeáll (Budapest, 1953)
- Gyárépítés előregyártott nagyelemekkel. – A gyorsabb és jobb cserzés módszerei (Nagy magyar találmányok. Budapest, 1955)
- Földem, sorsom. Vál. versek. Vál., az előszót írta Fáy Árpád (Budapest, 1959)
- Veszélytelen tavasz. Elbeszélések. Vál., szerk., a bevezetést írta Fáy Árpád (Budapest, 1969)
- Az idő tenyerén. Vál. versek. Vál., szerk. József Farkas (Budapest, 1980)
- Az utolsó álom (A házasulók. Klasszikus komédiák. Szerk. Dévényi Róbert. Budapest, 1985)
- Az utolsó álom (Remény folyóirat, 1989)
- Ecce Homo. Hercz György versei. Versek. Kassák Lajos színes metszeteivel és tipografizálásával. Hasonmás kiadás (Budapest, 1999)

### Fordításai
- Bertolt Brecht: A kiáltvány (Nagyvilág, 1958)